# Sienno

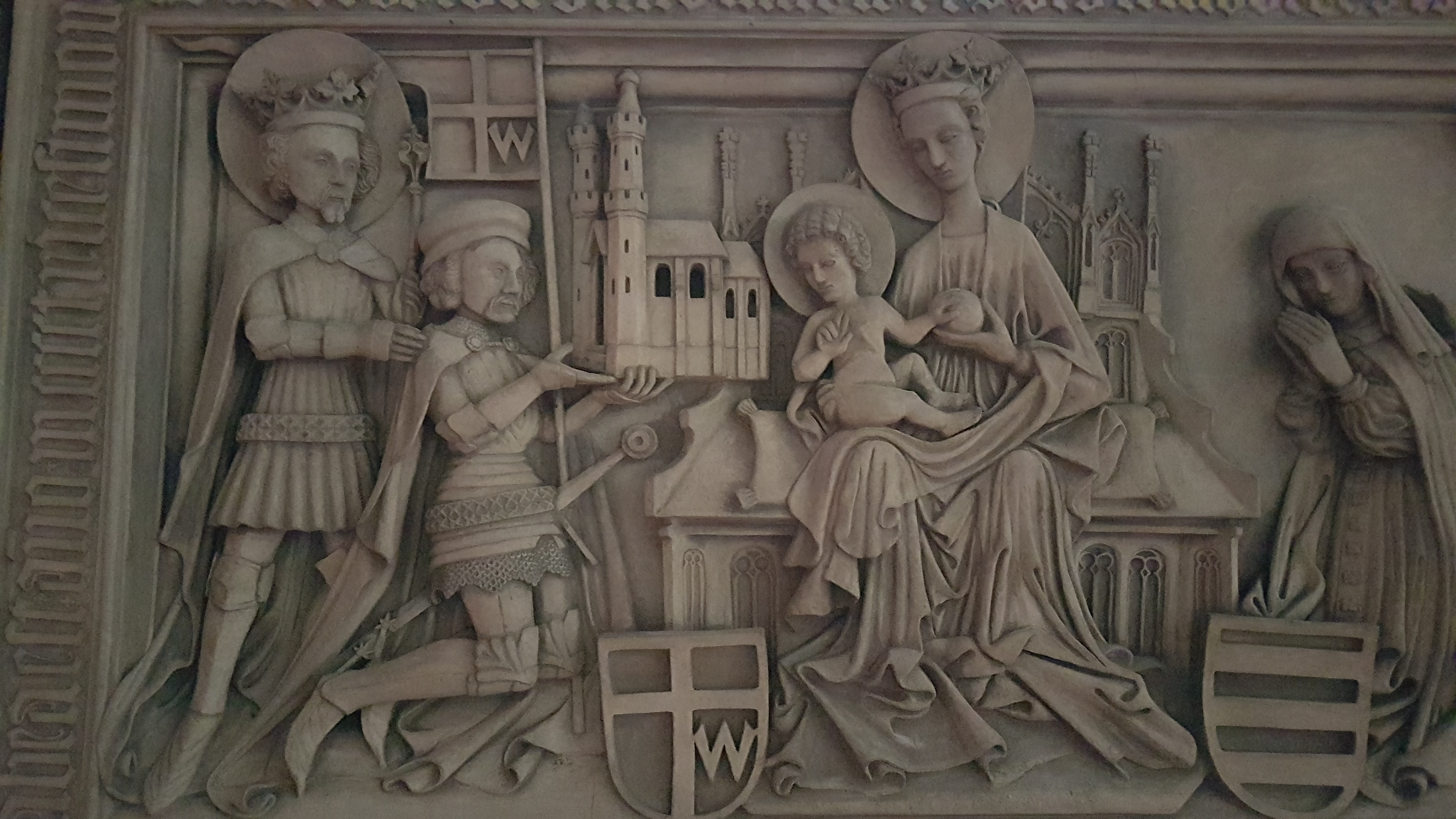
Fragment tablicy erekcyjnej z 1442 roku w kościele św. Zygmunta w Siennie. Św. Zygmunt wspierający fundatora Dobiesława Oleśnickiego herbu Dębno. W centrum Matka Boska z Dzieciątkiem, po prawej Katarzyna z Bożydaru herbu Korczak, współfundatorka kościoła, żona Oleśnickiego. Gotycki napis wokół informuje, iż Dobiesław z Oleśnicy, kasztelan sandomierski i Katarzyna z Bożydaru ufundowali kościół pw. NMP i św. Zygmunta w 1442 roku.

Sienno – miasto w Polsce położone w województwie mazowieckim, w powiecie lipskim, w miejsko-wiejskiej gminie Sienno. Siedziba rzymskokatolickiej parafii św. Zygmunta w Siennie.
Administracyjnie Sienno ma status sołectwa.
Prywatne miasto szlacheckie lokowane w 1421 roku, położone w drugiej połowie XVI wieku w powiecie radomskim w województwie sandomierskim. Zostało pozbawione praw miejskich 13 stycznia 1870 i włączone do gminy Sienno w powiecie iłżeckim. W latach 1867–1954 siedziba wiejskiej gminy Sienno, 1954–1972 gromady Sienno (od 1956 w powiecie lipskim), a od 1973 reaktywowanej gminy Sienno. W latach 1975–1998 należało administracyjnie do województwa radomskiego. 1 stycznia 2024 odzyskało status miasta.

## Części miasta
| SIMC    | Nazwa             | Rodzaj       |
| ------- | ----------------- | ------------ |
| 1054386 | Krzywda           | część miasta |
| 1054392 | Makarszczyzna     | część miasta |
| 1054417 | Niwy Siennieńskie | część miasta |
| 1054475 | Przedmieście      | część miasta |
| 1054506 | Sikornik          | część miasta |
| 1054601 | Zakierkucie       | część miasta |

## Historia
Historia Sienna sięga co najmniej XIV w. Około 1375 roku zbudowano pierwszy drewniany kościół, a Sienno należało do parafii w Chotczy. W latach 1431–1442 na jego miejscu wzniesiono murowany w stylu gotyckim, którego fundatorem był Dobiesław Oleśnicki, zaś konsekracji dokonał biskup Zbigniew Oleśnicki, ustanawiając parafię sienieńską. Przy kościele powstał klasztor paulinów. Pamiątką po tym jest gotycka tablica erekcyjna z piaskowca, przedstawiająca fundatorów i patronów świątyni. W XVI w. kościół został zamieniony przez Sebastiana Sienieńskiego na zbór kalwiński, katolicy konsekrowali go ponownie na początku XVIII w.
Został on częściowo zniszczony przez pożar w 1879 i podczas I wojny światowej. Odbudowany w okresie międzywojennym, jest przykładem sakralnej architektury gotyckiej. Pięć gotyckich obrazów na desce z ok. 1460 roku znajduje się w Galerii Sztuki Średniowiecznej w Muzeum Narodowym w Warszawie.
Sienno uzyskało prawa miejskie ok. 1430, zaś utraciło je po powstaniu styczniowym w 1870.
Z Sienna pochodzili wybitni członkowie rodu Oleśnickich herbu Dębno, m.in. biskup krakowski kardynał Zbigniew Oleśnicki oraz arcybiskup gnieźnieński Jakub z Sienna. Zamek Oleśnickich wznosił się we wschodniej części miasta, jego pozostałością jest tzw. Kopiec. Proboszczem w Siennie był od ok. 1531 Baltazar Opec, tłumacz i pisarz.
W Siennie kilka lat spędził ks. prof. Włodzimierz Sedlak przyczyniając się do utworzenia tuż po II wojnie światowej szkół średnich funkcjonujących do dzisiaj.
Mieszkańcy Sienna uczestniczyli w powstaniu styczniowym oraz w ruchu oporu w czasie II wojny światowej (AK i BCh). Położona 7 km na północ wieś Jawor Solecki była miejscem walk w powstaniu styczniowym i miejscem śmierci pułkownika Dionizego Czachowskiego.
Sienno stanowiło znaczne skupisko ludności żydowskiej. Pierwsza mała grupa wzmiankowana jest w 1576 roku. Gmina licząca ok. 100 osób powstała w XVIII w. W 1921 roku w Siennie o mieszkało 735 Żydów. Istniała tutaj drewniana synagoga z XVIII w. oraz cmentarz żydowski. Oba obiekty zostały zniszczone przez Niemców. W Siennie od 6 grudnia 1941 roku znajdowało się getto, w którym Niemcy zgromadzili ok. 2000 osób przed deportacją do obozu zagłady w Treblince w październiku 1942 roku. Na pograniczu Starej Wsi i Sienna znajduje się miejsce po kirkucie oznaczone pomnikiem-bramką ze stylizowanym siedmioramiennym świecznikiem. Rabinem w Siennie był przez jakiś czas Abraham Joshua Heschel, sławny żydowski filozof, teolog i pisarz.
Podczas okupacji hitlerowskiej, w grudniu 1941 roku Niemcy utworzyli getto dla żydowskich mieszkańców. Przebywało w nim około 2500 Żydów. We wrześniu 1942 roku zostali wywiezieni getta w Radomsku, a stamtąd do obozu zagłady Treblinka II i tam zamordowani.
Herbem Sienna jest herb szlachecki Dębno, którym pieczętowały się m.in. rody Oleśnickich i Sienieńskich.

## Zabytki
- Kościół pw. Św. Zygmunta
- Pozostałości po zamku Oleśnickich (tzw. Kopiec)

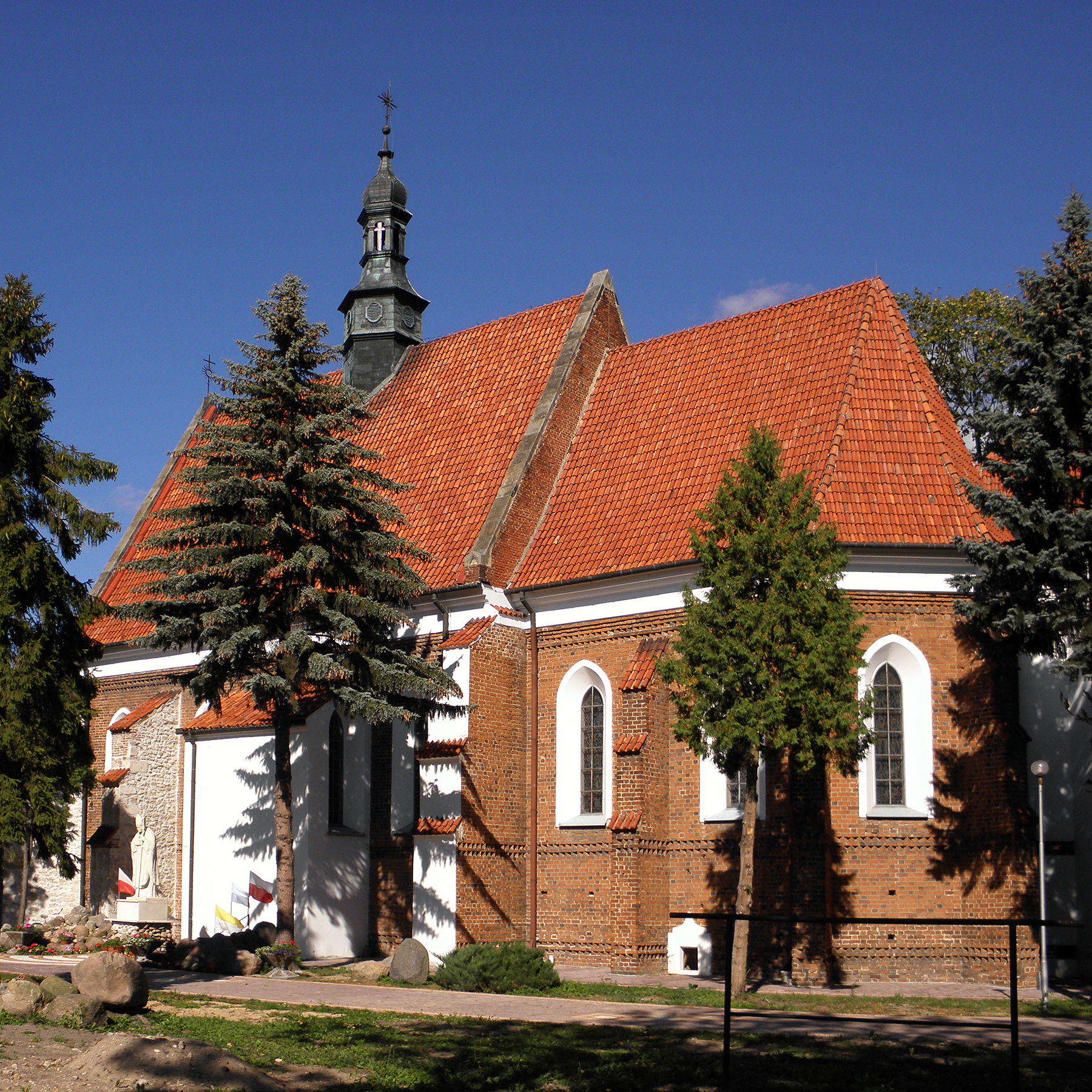
Kościół św. Zygmunta w Siennie
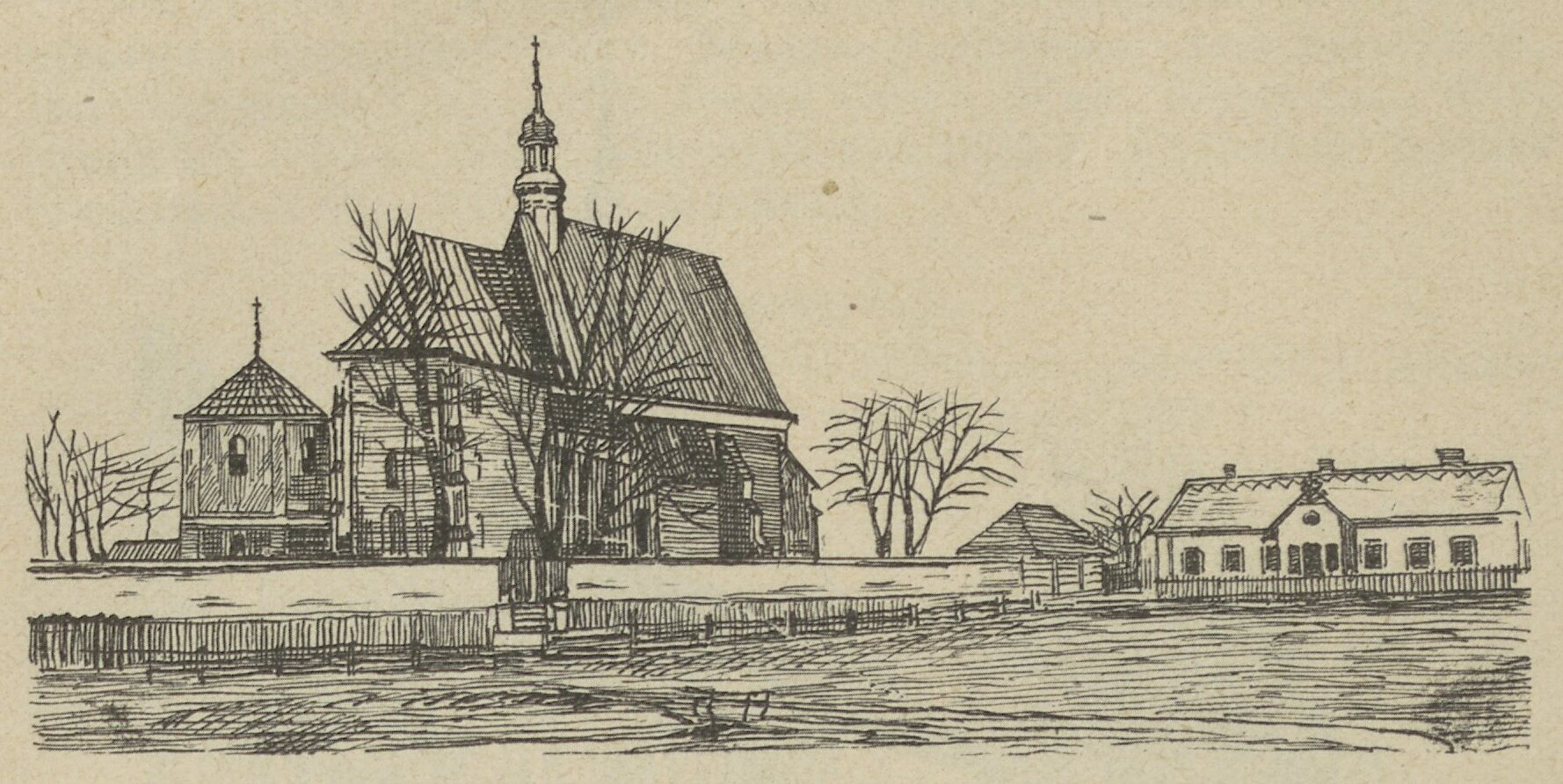
Kościół i plebania przed 1911

## Sport
W Siennie swoją siedzibę ma Ludowy Klub Sportowy Zawisza Sienno, który uczestniczy w rozgrywkach Radomskiej Ligi Okręgowej.